# 神戸市会
神戸市会（こうべしかい）は、兵庫県の県庁所在地である神戸市の議会。
1889年（明治22年）の市制施行に伴って議決機関として「神戸市会」を設置した経緯から、地方自治法改正により市会を「市議会」と改称した後も「市会」と称している（大阪市、横浜市、名古屋市、京都市も同様）。

## 概要
- 定数：65人
- 任期：4年
- 選挙区：各行政区を選挙区とする中選挙区制（単記非移譲式）
- 議長：坊恭寿（自由民主党）
- 副議長：河南忠和（自由民主党）

## 施設
市会は神戸市役所の25階-30階にある。本会議場は29階。

## 会派
市会では同じ主義主張を持った議員が集まり、会派を結成している。
市政与党は、自由民主党、公明党、こうべ未来（立憲民主党と国民民主党の統一会派）の3会派。
市政野党は、日本維新の会、日本共産党、つなぐ（新社会党と神戸志民党の統一会派）の3会派。
| 会派名       | 議員数 | 所属党派                 | 女性議員数 | 女性議員の比率(%) |
| ------------ | ------ | ------------------------ | ---------- | ----------------- |
| 自由民主党   | 15     | 自由民主党               | 4          | 26.66             |
| 日本維新の会 | 12     | 兵庫維新の会             | 3          | 25                |
| 公明党       | 12     | 公明党                   | 4          | 33.33             |
| 日本共産党   | 9      | 日本共産党               | 4          | 44.44             |
| こうべ未来   | 7      | 立憲民主党6・国民民主党1 | 1          | 14.29             |
| つなぐ       | 2      | 新社会党1・神戸志民党1   | 0          | 0                 |
| 新しい自民党 | 2      | 自由民主党               | 0          | 0                 |
| 自主の会     | 2      | 躍動の会                 | 0          | 0                 |
| 無所属       | 3      | 無所属                   | 1          | 33.33             |
| 計           | 64     |                          | 17         | 26.56             |

※欠員1（辻康裕議員（東灘区選出）の任期中の辞職に伴う）

### 議員名
自由民主党
松本しゅうじ、坊恭寿、坊池正、平井真千子、山口由美、河南忠和、しらくに高太郎、山下てんせい、五島大亮、植中雅子、吉田健吾、上畠寛弘、平野達司、大野陽平、浅井美佳
日本維新の会
高橋としえ、住本かずのり、外海開三、三木しんじろう、黒田武志、山本のりかず、ながさわ淳一、さとうまちこ、原直樹、なんのゆうこ、のまち圭一、岩谷しげなり
公明党
吉田謙治、壬生潤、菅野吉記、堂下豊史、髙瀬勝也、徳山敏子、門田まゆみ、宮田公子、細谷典功、坂口有希子、萩原泰三、岩佐けんや
日本共産党
松本のり子、森本真、大かわら鈴子、西ただす、赤田かつのり、味口としゆき、朝倉えつ子、森田たき子、前田あきら
こうべ未来
川内清尚、よこはた和幸、伊藤めぐみ、諫山大介、やのこうじ、かじ幸夫、木戸さだかず
つなぐ
あわはら富夫、香川真二
新しい自民党
村野誠一、岡田ゆうじ
自主の会
大井としひろ、川口まさる
無所属
平野章三、上原みなみ、村上立真
（2025年4月17日現在）

## 選挙区・定数
神戸市会の選挙制度は、各行政区を選挙区とする中選挙区制（単記非移譲式）である。
| 選挙区 | 定数 |
| ------ | ---- |
| 東灘区 | 9    |
| 灘区   | 6    |
| 中央区 | 6    |
| 兵庫区 | 5    |
| 北区   | 9    |
| 長田区 | 4    |
| 須磨区 | 7    |
| 垂水区 | 9    |
| 西区   | 10   |
| 計     | 65   |

## 議員報酬
議員の報酬については「神戸市市会議員の議員報酬、費用弁償及び期末手当に関する条例」によって定められている。
- 議長 - 月額114万円
- 副議長 - 月額104万円
- 委員長 - 月額96万円
- 副委員長 - 月額94万5000円
- 議員 - 月額93万円

## 沿革
- 2023年
  - 6月14日 - 全国市議会議長会は、東京都内で定期総会を開き、第65代会長に坊恭寿・神戸市会議長を選任した[2]。神戸市会議長の会長就任は1956年以来67年ぶりとなった[2]。

### 不祥事
- 2017年
  - 4月28日 - 神戸市会の会派「自民党神戸」が架空の市民意識調査などで政務活動費を不正流用していた事件で、兵庫県警が28日、詐欺と虚偽公文書作成・同行使などの疑いで、岡島亮介市議（当時会派の幹事長）、梅田幸広市議（当時会計責任者）、竹重栄二市議、大野一・元市議（2015年8月死去）ら4人を書類送検した[3]。
  - 7月27日 - 神戸地検は27日、岡島亮介市議、竹重栄二市議、梅田幸広市議ら3人を詐欺罪で在宅起訴した。3人はおおむね起訴内容を認めた[4]。起訴状によると、詐取額は3人で計約2300万円に上る[4]。
  - 8月18日 - 竹重栄二市議が辞職[5]。
  - 8月23日 - 梅田幸広市議が辞職[5]。
  - 8月28日 - 市政報告ビラを架空発注し、政務活動費で印刷代を申請したとされる自民党の橋本健市議が辞職の意向を示した[6]。共産党市議団は橋本市議を詐欺罪などで告訴するよう久元喜造市長に申し入れ書を提出[6]。岡島亮介市議が辞職[5]。起訴された3人全員が辞職した。
  - 8月29日 - 橋本健市議が辞職[5]。
  - 9月6日 - 自民党市議団の安達和彦団長らが6日、記者会見で橋本健元市議についての調査結果を明らかにした[7]。自民党市議団などの調査に対し橋本健元市議は不正に政活費計約715万円を受け取っていたことを認め、政活費の不正を「全て認める」と回答し、9月中に返還する意向を示したという[7]。詐取した政活費について橋本は「事務所の家賃の支払い、東京への交通費や宿泊費などの政治活動に充てていた」と説明した[7]。
  - 12月25日 - 詐欺罪で在宅起訴された元市議の岡島亮介、竹重栄二、梅田幸広の3被告の初公判が神戸地裁で開かれた[8]。3人はいずれも「間違いない」と起訴内容を認めた[8]。
- 2018年
  - 2月19日 - 神戸地検特別刑事部は橋本健元市議を詐欺罪で在宅起訴した[9]。起訴状によると、印刷業者名義の架空の領収書を提出するなどして2011年から2014年度の政活費計約690万円をだまし取ったとしている[9]。元市議3人の判決公判が神戸地裁で開かれ、小倉哲浩裁判長は岡島亮介に懲役2年6月、執行猶予4年（求刑懲役3年）を言い渡した[10]。また竹重栄二、梅田幸広両被告は、いずれも懲役1年6月、執行猶予4年（同1年6月）とした[10]。

## 出身者
首長
- 鹿島房次郎（神戸市長）

国会議員（現職）
- 井坂信彦（立憲民主党衆議院議員）
- 向山好一（国民民主党衆議院議員）
- 和田有一朗（日本維新の会衆議院議員）

国会議員（前職）
国会議員（元職）
- 新井彬之（公明党元衆議院議員）
- 新原秀人（日本維新の会元衆議院議員）
- 勝田銀次郎（元衆議院議員）
- 五島虎雄（社会党元衆議院議員） - 孫は公認会計士、税理士で自民党神戸市会議員団所属の五島大亮。
- 坪田十郎（政友本党元衆議院議員）
- 中野文門（自民党元参議院議員）
- 野添宗三（国民党元衆議院議員）
- 松沢兼人（社会党元衆議院議員、参議院議員）
- 松浦清一（民社党元参議院議員）
- 横田孝史（憲政会元衆議院議員）

前職・元職
- 小山乃里子
- 中井連
- 林英夫
- 溝田弘利
- 八尾善四郎